# پیر بهار ویلامت
پیر بهار ویلامت (نام علمی: Erigeron decumbens) نام یک گونه از سرده پیر بهار است.